# Liste der Nummer-eins-Hits in Spanien (2006)
Diese Liste enthält alle Nummer-eins-Hits in Spanien im Jahr 2006. Es gab in diesem Jahr 31 Nummer-eins-Singles und 18 Nummer-eins-Alben.
| Singles | Alben |
| --- | --- |
| - Madonna – Hung Up - 4 Wochen (1. Januar – 28. Januar, insgesamt 9 Wochen; → 2005) - Chenoa – Rutinas - 1 Woche (29. Januar – 4. Februar) - Melanie C – First Day of My Life - 2 Wochen (5. Februar – 18. Februar) - Estirpe – Llámalo perdón - 1 Woche (19. Februar – 25. Februar) - Michael Jackson – Thriller - 1 Woche (26. Februar – 4. März, insgesamt 2 Wochen) - Madonna – Sorry - 1 Woche (5. März – 11. März) - Michael Jackson – Rock with You - 1 Woche (12. März – 18. März) - Michael Jackson – Billie Jean - 1 Woche (19. März – 25. März) - Michael Jackson – Beat It - 1 Woche (26. März – 1. April) - Michael Jackson – Bad - 1 Woche (2. April – 8. April) - Michael Jackson – The Way You Make Me Feel - 1 Woche (9. April – 15. April) - Michael Jackson – Dirty Diana - 1 Woche (16. April – 22. April) - Michael Jackson – Smooth Criminal - 1 Woche (23. April – 29. April) - Michael Jackson – Leave Me Alone - 1 Woche (30. April – 6. Mai) - Violadores Del Verso – Vivir para contarlo - 3 Wochen (7. Mai – 27. Mai insgesamt 6 Wochen) - Michael Jackson – Jam - 1 Woche (28. Mai – 3. Juni) - Michael Jackson – Heal the World - 1 Woche (4. Juni – 10. Juni) - Michael Jackson – You Are Not Alone - 1 Woche (11. Juni – 17. Juni) - Michael Jackson – Earth Song - 1 Woche (18. Juni – 24. Juni) - Madonna – Get Together - 1 Woche (25. Juni – 1. Juli) - Michael Jackson – Stranger in Moscow - 1 Woche (2. Juli – 8. Juli) - Michael Jackson – Blood on the Dance Floor - 2 Wochen (9. Juli – 22. Juli) - Violadores Del Verso – Vivir para contarlo - 1 Woche (23. Juli – 29. Juli, insgesamt 6 Wochen) - David Tavaré feat. U-Gene – Summerlove - 1 Woche (30. Juli – 5. August) - Violadores Del Verso – Vivir para contarlo - 2 Wochen (6. August – 19. August, insgesamt 6 Wochen) - Iron Maiden – The Reincarnation of Benjamin Breeg - 3 Wochen (20. August – 9. September) - Melendi – Volveremos (Himno eventual del Real Oviedo) - 2 Wochen (10. September – 23. September) - Dover – Let Me Out - 2 Wochen (24. September – 7. Oktober) - Fangoria – Criticar por criticar - 3 Wochen (8. Oktober – 28. Oktober) - Mala Rodríguez – Por la noche - 1 Woche (29. Oktober – 4. November) - Depeche Mode – Martyr - 1 Woche (5. November – 11. November) - U2 & Green Day – The Saints Are Coming - 4 Wochen (12. November – 9. Dezember) - Rafa González-Serna – Al final de la Palmera - 10 Wochen (10. Dezember 2006 – 17. Februar 2007, insgesamt 12 Wochen; → 2007) | - Il Divo – Ancora - 4 Wochen (25. Dezember 2005 – 21. Januar 2006, insgesamt 6 Wochen; → 2005) - The Beatles – 1 - 1 Woche (22. Januar – 28. Januar) - Il Divo – Ancora - 1 Woche (29. Januar – 4. Februar, insgesamt 6 Wochen) - Monjes Budistas – Sakya tashi ling - 1 Woche (5. Februar – 11. Februar) - Camela – Se ciega por amor - 3 Wochen (12. Februar – 4. März) - Niña Pastori – Joyas prestadas - 3 Wochen (5. März – 25. März, insgesamt 4 Wochen) - Erreway – El disco de Rebelde Way - 2 Wochen (26. März – 8. April) - La oreja de Van Gogh – LOVG - 1 Woche (9. April – 15. April) - Niña Pastori – Joyas prestadas - 1 Woche (16. April – 22. April, insgesamt 4 Wochen) - Serrat – Mô - 1 Woche (23. April – 29. April) - La oreja de Van Gogh – Guapa - 7 Wochen (30. April – 17. Juni, insgesamt 10 Wochen) - Bustamante – Pentimiento - 1 Woche (18. Juni – 24. Juni) - La oreja de Van Gogh – Guapa - 2 Wochen (25. Juni – 8. Juli, insgesamt 10 Wochen) - El Canto del Loco – Pequeños grandes directos - 1 Woche (9. Juli – 15. Juli) - RBD – Rebelde - 6 Wochen (16. Juli – 26. August) - Maná – Amar es combatir - 3 Wochen (27. August – 16. September) - Fito & Fitipaldis – Por la boca vive el pez - 3 Wochen (17. September – 7. Oktober) - David Bisbal – Premonición - 4 Wochen (8. Oktober – 4. November) - Violadores Del Verso – Vivir para contarlo - 1 Woche (5. November – 11. November) - Alejandro Sanz – El tren de los momentos - 4 Wochen (12. November – 9. Dezember) - Il Divo – Siempre - 1 Woche (10. Dezember – 16. Dezember, insgesamt 8 Wochen; → 2007) - La oreja de Van Gogh – Guapa - 1 Woche (17. Dezember – 23. Dezember, insgesamt 10 Wochen) - Il Divo – Siempre - 6 Wochen (24. Dezember 2006 – 3. Februar 2007, insgesamt 8 Wochen) |